# IC 2574
IC 2574 هي مجرة، تتبع كوكبة الدب الأكبر. اكتشفها ادوين فوستر كودينجتون في 17 أبريل 1898.

## روابط خارجية
- IC 2574 على موقع ويكي سكاي: DSS2, SDSS, GALEX, IRAS, Hydrogen α, X-Ray, Astrophoto, Sky Map, Articles and images